# Dick Contino
Richard Contino, dit Dick Contino, est un accordéoniste américain, né le 17 janvier 1930 à Fresno (Californie, États-Unis) et mort le 19 avril 2017.

## Dans la fiction
James Ellroy a écrit un court roman mettant en scène Dick Contino dans ses œuvres d'accordéoniste, Dick Contino's Blues.

## Filmographie
- 1954 : The Spike Jones Show
- 1956 : Lux Video Theater : Richard Contino
- 1958 : Daddy-O (en) de Lou Place : Daddy-O a.k.a. Phil Sandifer a.k.a. Pete Plum
- 1959 : Les Beatniks : Singing Beatnik
- 1959 : Girls Town : Stan Joyce
- 1960 : The Big Night : Carl Farrow